# احمد علیپور
احمد علیپور (زادهٔ ۱۳۰۵)، نمایندهٔ دورهٔ اول از حوزهٔ انتخابیه پیرانشهر و سردشت در استان آذربایجان غربی بوده است.

## آرای مأخوذه
احمد علیپور در سال ۱۳۶۲ با کسب ۶۲۶۵ رای از مجموع ۱۲۱۸۹ رای معادل ۵۴/۱٪ آرا به مجلس اول راه پیدا کرد.